# Villa gallo-romaine de la Coue d'Auzenat
Le villa gallo-romaine de la Coue d'Auzenat, orthographié aussi Lacou Dausena, est un vestige de villa gallo-romaine située sur la commune de Brossac, dans le département de la Charente dans le sud-ouest de la France.

## Localisation
Les vestiges de cette villa gallo-romaine se situent à 48 km au sud d'Angoulême et à 1 km à l'est de Brossac en direction de Brie-sous-Chalais, au lieu-dit de la Coue d'Auzenat.
La villa se situe à moins de 500 m au nord-est d'une voie romaine ou antique probable reliant Saintes à Périgueux et Cahors passant par Pons, Guimps, Condéon, Brossac et Ribérac.

## Toponymie
En 1278, un texte rapporté par Jacques Duguet mentionne las Couz d'Ouvenac, expression occitane signifiant « les murailles d'Ouvenac ».
Au XVIIe siècle, des archives privées mentionnent « le village de Cosse, autrement dit de l'Auzenac » ou encore, « la prise du cou d'Auzenac ».
L'abbé Jean Hippolyte Michon, archéologue charentais du XIXe siècle qui a décrit le site en 1844, a évoqué le poète Ausone, propriétaire dans la région, qui d'après lui avait donné son nom au lieu-dit, mais l'hypothèse est contredite par les recherches toponymiques plus récentes.

## Architecture
En 1844, l'abbé Michon décrit un corps de logis de 57,40 m sur 22 m qui se continue probablement dans le terrain incliné. La structure est orientée du sud-est au nord-ouest.
Les vestiges principaux consistent en trois pans de mur épais de 0,75 m, dont le plus haut culmine à 7,50 m.
Le premier étage est marqué par une assise située à 2,85 m de haut. Les pierres ont été jointes par un ciment très robuste, qu'on retrouve à Chassenon ou la Berche. Michon a aussi trouvé des fragments de mosaïques.
Les murs correspondent vraisemblablement à la pars urbana d'une villa gallo-romaine, c'est-à-dire la maison du maître. Non loin devait se trouver la pars rustica.
Les techniques de construction laissent penser que l'édifice daterait d'avant le IIe siècle, sous les Antonins ou plus tard sous les Sévères.

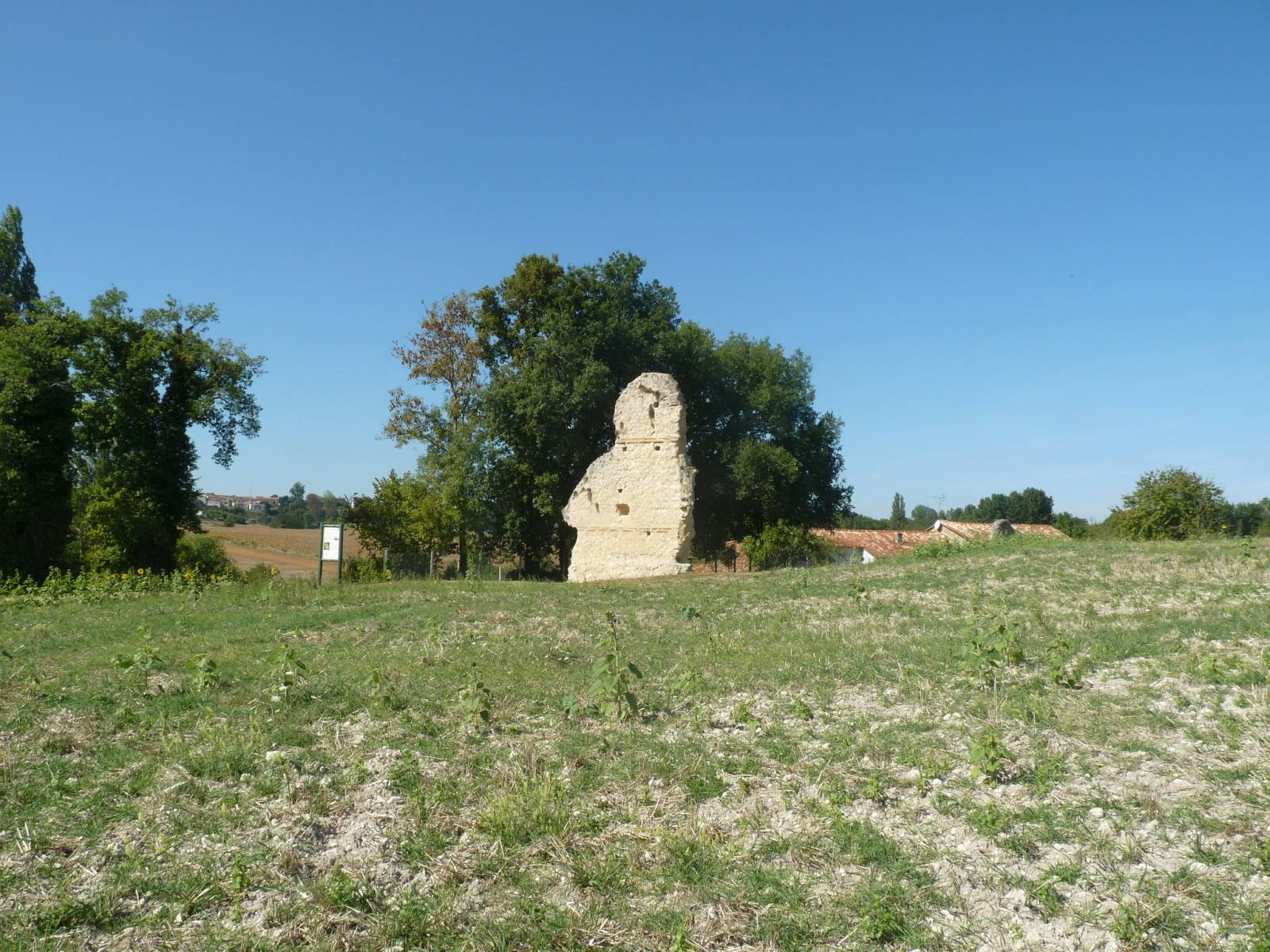
Le site vu du sud.
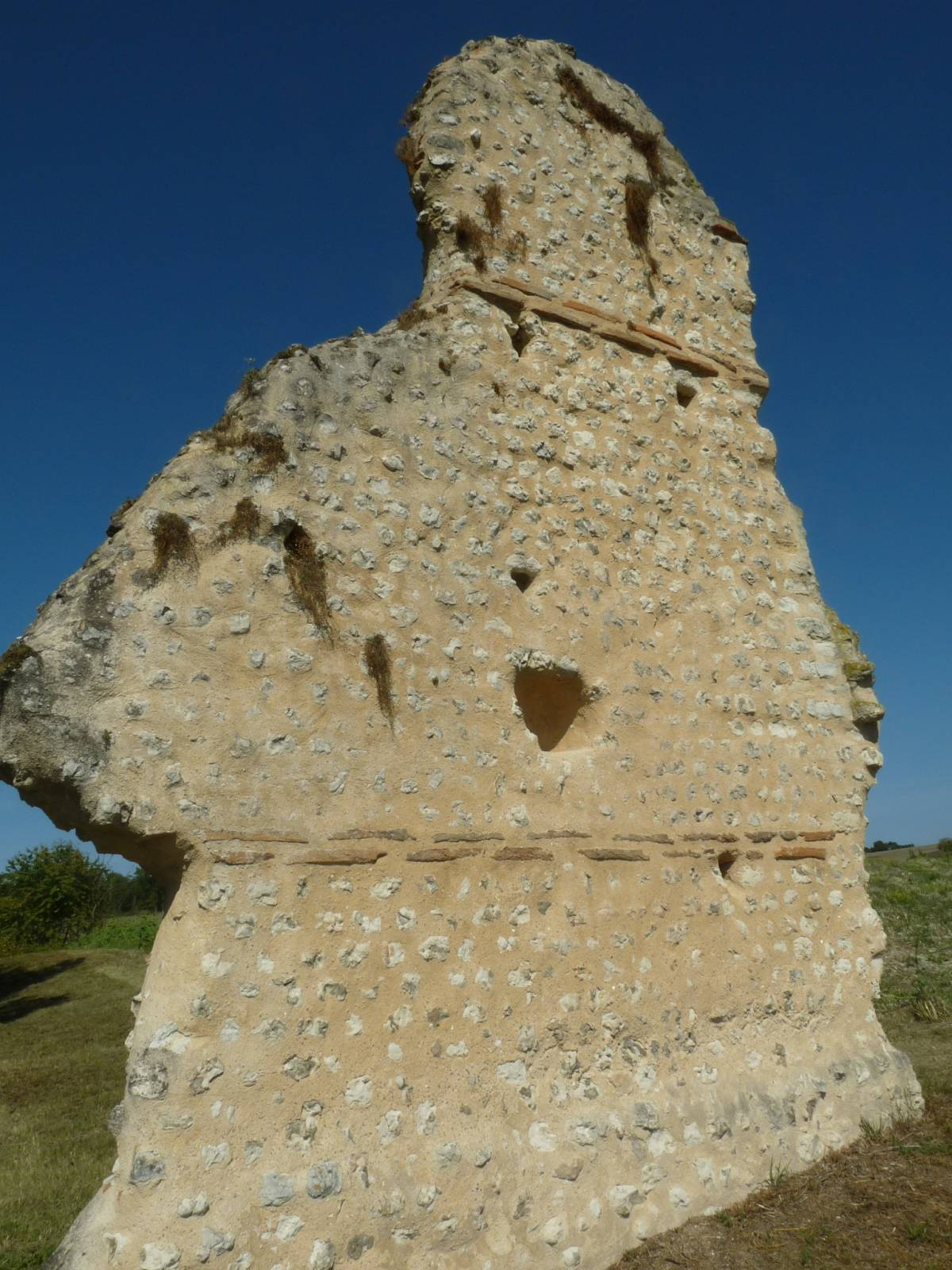
Le mur sud-est, face extérieure.
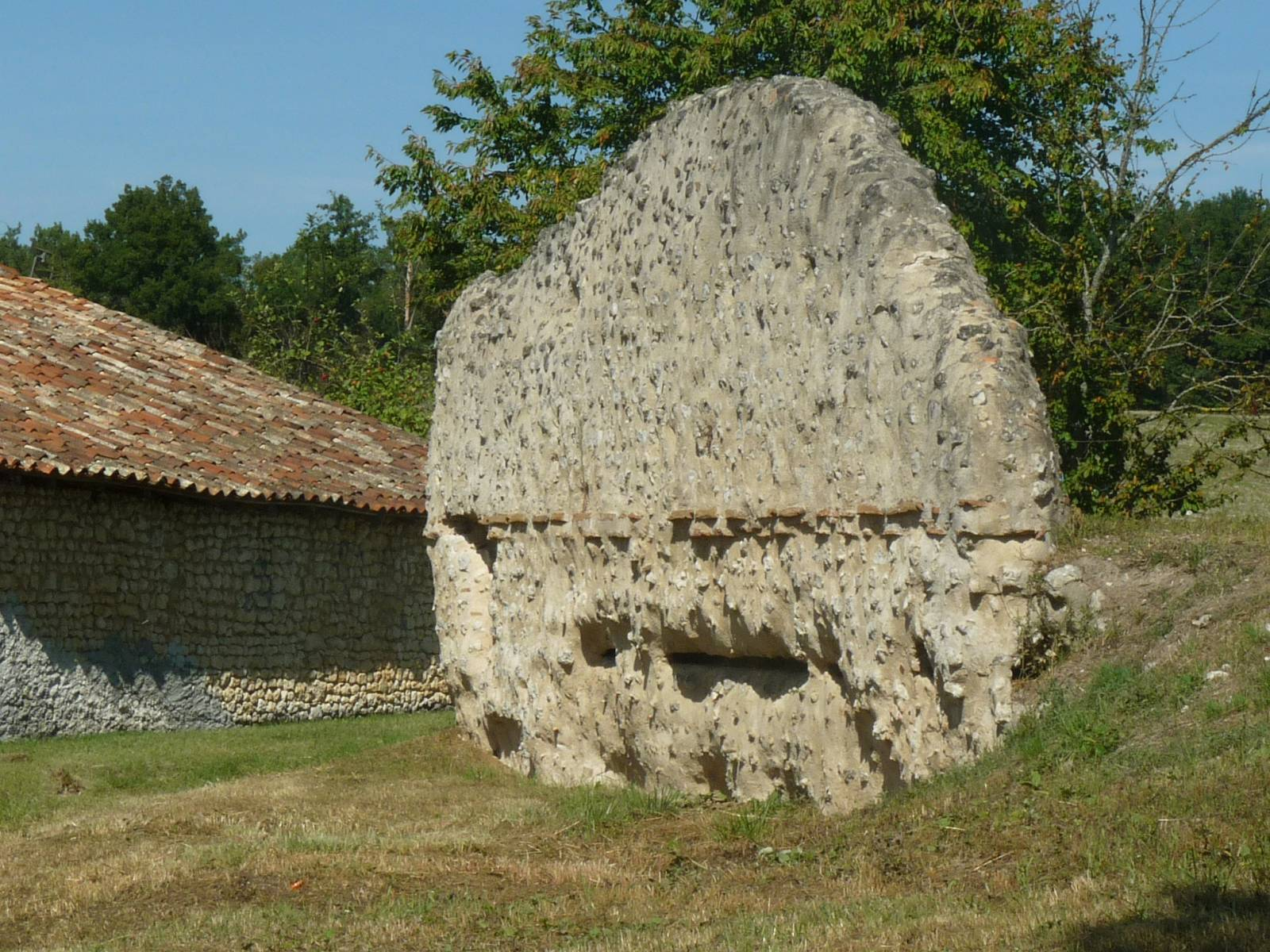
Le mur nord-ouest, face intérieure.
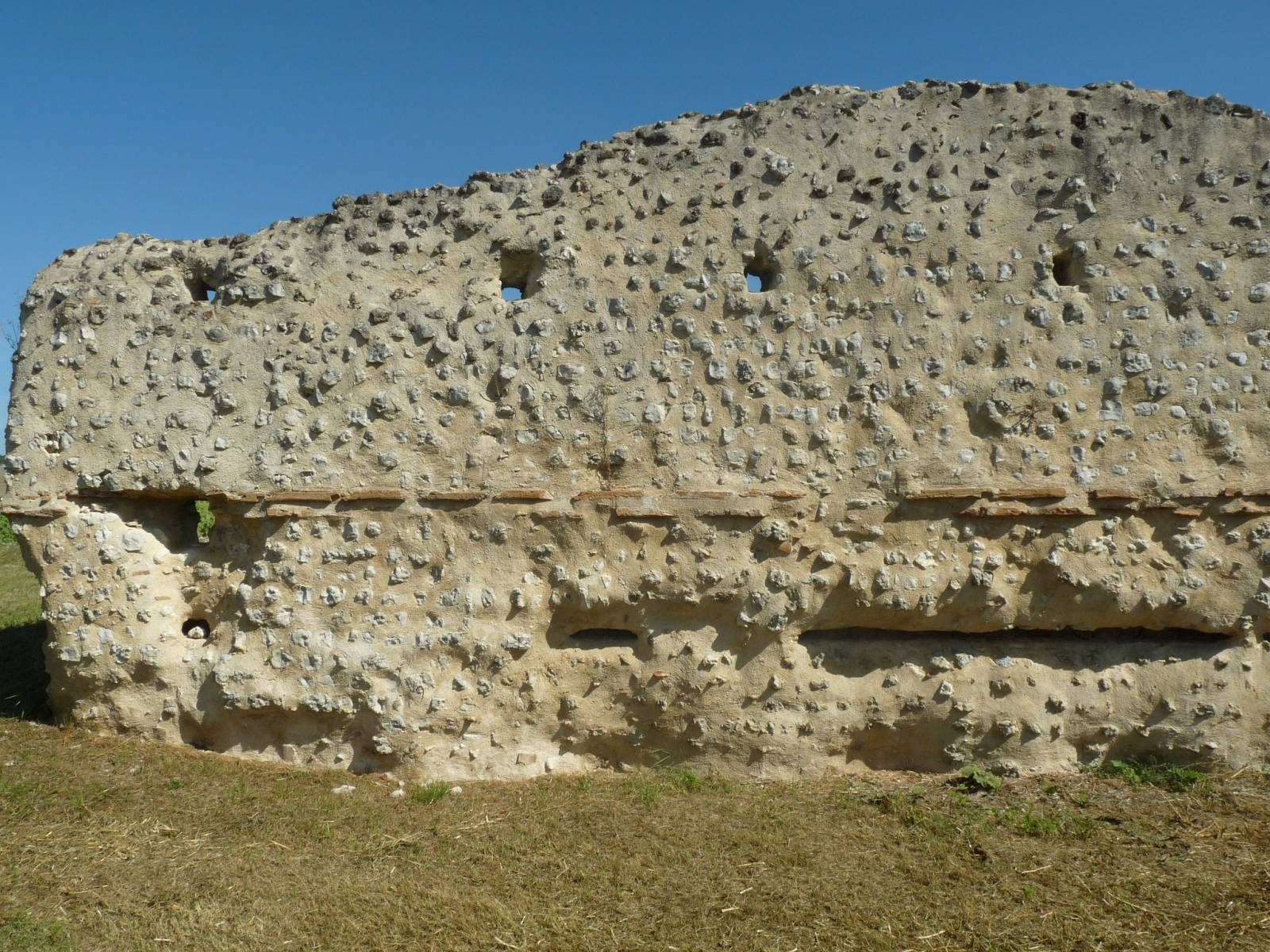
Le mur nord-est, face intérieure.

### Aqueduc
À 62 m au nord de la villa, l'abbé Michon a aussi découvert un aqueduc qui amenait à la villa les eaux d'une fontaine située à 1 km, au sommet d'un coteau proche du hameau dit Chez Rabanier,  et appelée source des Fontenelles. C'est l'une des sources du ruisseau de la Viveronne, affluent de la Tude à Chalais.
De là, cet aqueduc suit la Coulée des Fontenelles. On a retrouvé des fragments de conduite en plomb à l'intérieur.
Arrivé au pied de la villa, l'aqueduc se répartit en rigoles creusées dans l'épaisseur des murs, à leur base. Elles font 0,25 m de large sur 0,12 m de haut. Ces murs, ne reposent donc que sur deux minces parois de 0,25 m. Ces canaux sont formés de briques à rebord.

## Protection
Les vestiges de la villa ont été classés monument historique en 1875, ainsi que ceux de l'aqueduc en 1889.
Le Conseil général de la Charente est propriétaire du site depuis 1980.